# Administrador de Infraestructuras Ferroviarias

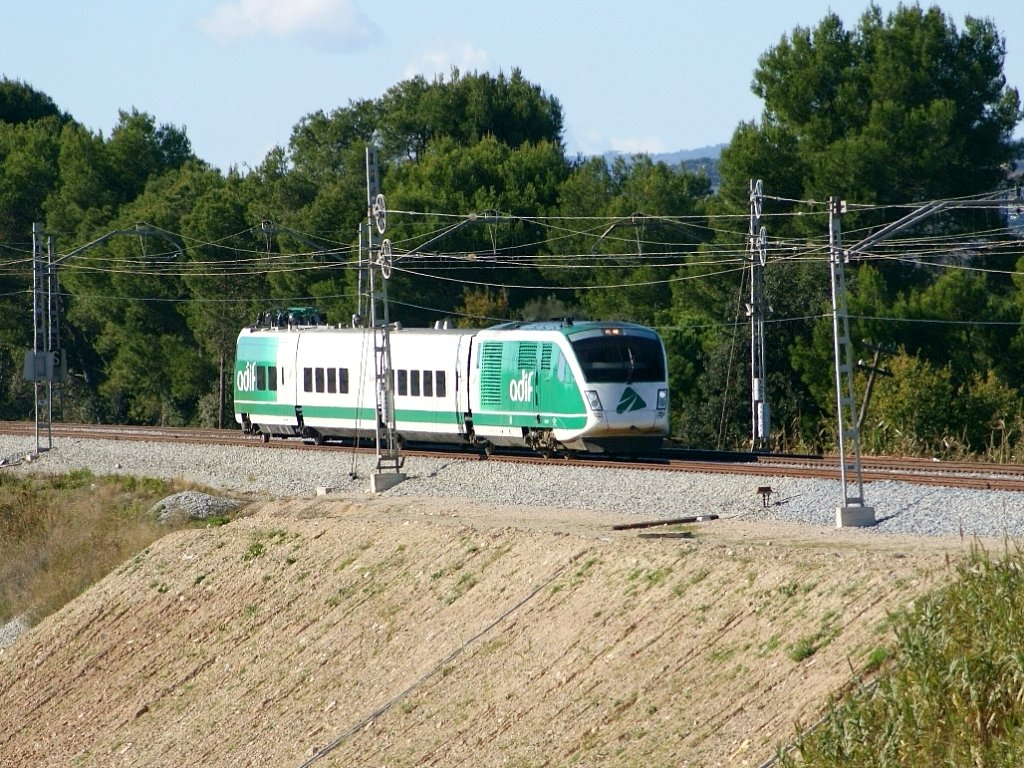
Az ADIF mérővonata az ADIF 330

Az Administrador de Infraestructuras Ferroviarias (röviden: ADIF) egy spanyolországi állami vállalat, mely az országon belüli vasúthálózat (vágányok, állomások, jelzők...)  építéséért és karbantartásáért felel. 2005-ben alakult, miután az Európai Unió kötelezővé tette a tagországoknak, hogy az állami vasúttársaságoknál a különböző tevékenységeket (személyszállítás, teherszállítás, infrastruktúra...) szét kell választani. Központja Madridban (Spanyolország) van.